# Chiến tranh Ý giai đoạn 1542–1546
Bản mẫu:Campaignbox Italian War of 1542-1546
Bản mẫu:Campaignbox Italian Wars
Chiến tranh Ý năm 1542–46 là một xung đột vào thời kỳ cuối các cuộc chiến Ý, giữa Francis I của Pháp và Suleiman I của Đế quốc Ottoman chống lại Charles V và Henry VIII của Anh. Cuộc chiến diễn ra với các giao chiến lớn ở Ý, Pháp, và các nước thấp, cũng như các nỗ lực xâm lược Tây Ban Nha và Anh. Tuy nhiên, cuộc chiến kết thúc không phân thắng bại.
Cuộc chiến nảy sinh từ sự thất bại của hiệp ước đình chiến Nice kết thúc chiến tranh Ý năm 1536–38 để giải quyết xung đột lâu dài giữa Charles và Francis, đặc biệt là các tuyên bố chủ quyền đối với lãnh địa Milano. Sau khi có cớ thích hợp, Francis một lần nữa tuyên bố chiến tranh đối với kỷ thù truyền kiếp của mình vào năm 1542. Cuộc chiến bắt đầu khắp các quốc gia thấp, năm sau là cuộc tấn công của liên quân Pháp-Ottoman đối với Nice, cũng như một loạt các hoạt động quân sự khác ở phía bắc Ý dẫn đến cuộc chiến tranh Ceresole đẫm máu. Charles và Henry sau đó đã tiến hành xâm lược Pháp nhưng các cuộc bao vây kéo dài Boulogne-sur-Mer và Saint-Dizier đã ngăn chặn một cuộc tấn công quyết định chống lại người Pháp.